# Teucrium polium
Espèce
Teucrium polium, la Germandrée tomenteuse, Germandrée blanc-grisâtre ou Germandrée pouillot, est une espèce de plantes à fleurs de la famille des Lamiacées. C'est une plante herbacée méditerranéenne.

## Gastronomie
La Germandrée tomenteuse est considérée comme une plante aromatique. Ses feuilles possèdent l'étonnant goût de saucisson poivré et agrémentent les salades, les plats chauds ou les fromages de chèvre.

## Médecine
Cette plante est utilisée dans la médecine populaire maghrébine pour soigner divers problèmes de santé. Pour un usage médicinal, l'infusion des feuilles est privilégiée.

## Liste des sous-espèces
Selon World Checklist of Selected Plant Families (WCSP) (12 janvier 2015) :

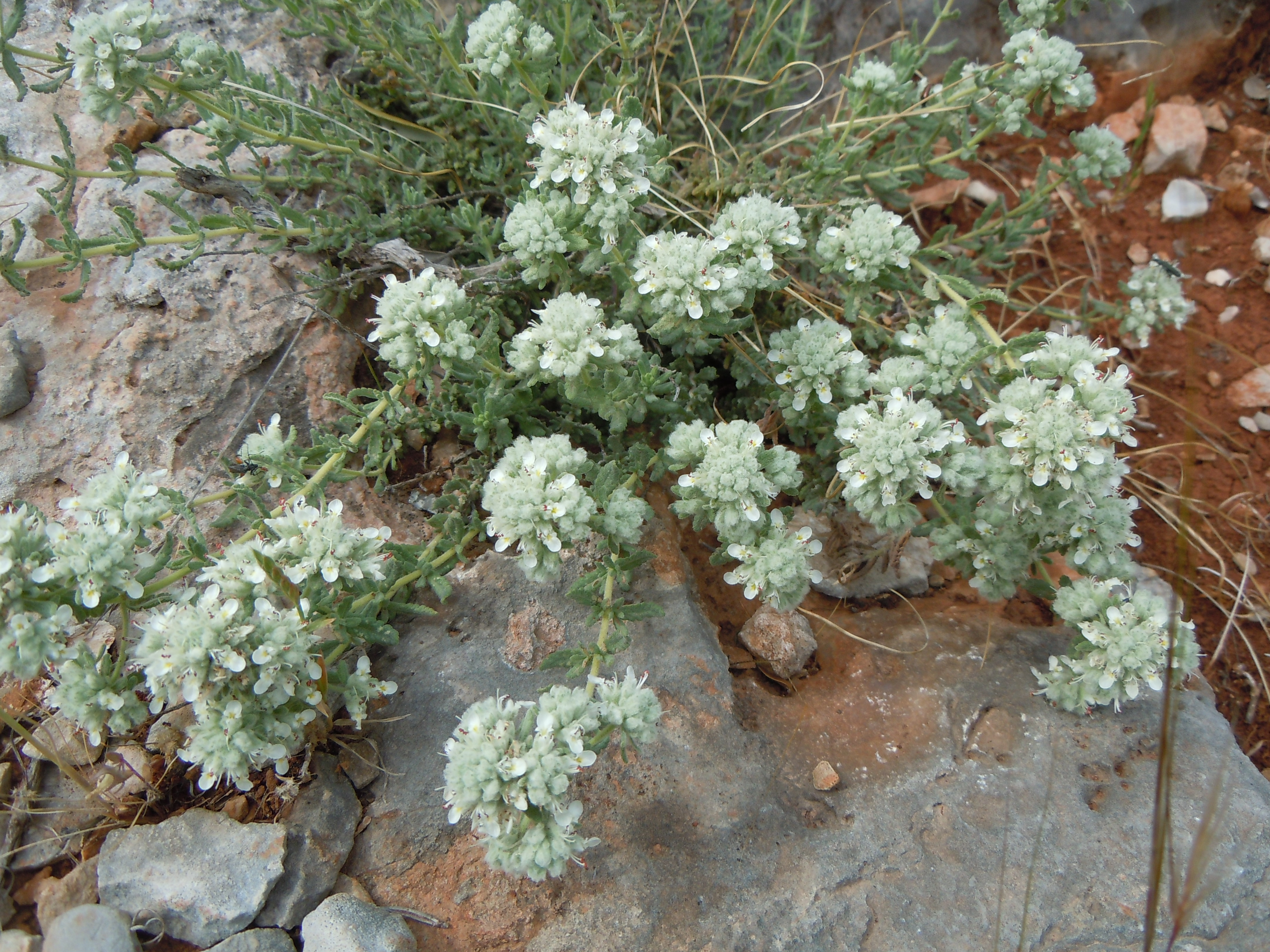
Teucrium polium subsp. capitatum en Grèce.

- Teucrium polium subsp. aurasiacum (Maire) Greuter & Burdet (1985)
- Teucrium polium subsp. chevalieri Maire (1933)
- Teucrium polium subsp. clapae S.Puech, Naturalia Monspel. (1970 publ. 1971)
- Teucrium polium subsp. polium
- Teucrium polium subsp. purpurascens (Benth.) S.Puech (1976)

Selon Tropicos (12 janvier 2015) (Attention liste brute contenant possiblement des synonymes) :
- Teucrium polium subsp. aguilasense S. Puech
- Teucrium polium subsp. album (Garsault) Breistr.
- Teucrium polium subsp. antiatlanticum Maire
- Teucrium polium subsp. aragonense (Loscos & J.Pardo) Nyman
- Teucrium polium subsp. aurasiacum (Maire) Greuter & Burdet
- Teucrium polium subsp. aureiforme (Pomel) Batt.
- Teucrium polium subsp. aureum (Schreb.) Arcang.
- Teucrium polium subsp. capitatum Arcang.
- Teucrium polium subsp. carthaginense (Lange) Malag.
- Teucrium polium subsp. clapae S. Puech
- Teucrium polium subsp. cossonii (D. Wood) O. Bolòs & Vigo
- Teucrium polium subsp. cylindricum (Batt.) Jahand. & Maire
- Teucrium polium subsp. cyrenaicum Maire & Weiller
- Teucrium polium subsp. dunense (Sennen) Sennen
- Teucrium polium subsp. eriocephalum (Willk.) O. Bolòs & Vigo
- Teucrium polium subsp. expansum (Pau) Rivas Goday & Borja
- Teucrium polium subsp. flavovirens Batt.
- Teucrium polium subsp. gabesianum Le Houér.
- Teucrium polium subsp. helichrysoides (Diels) Maire
- Teucrium polium subsp. homotrichum (Font Quer) O. Bolòs & Vigo
- Teucrium polium subsp. latifolium (Willk.) O. Bolòs & Vigo
- Teucrium polium subsp. lutescens (Coincy) O. Bolòs & Vigo
- Teucrium polium subsp. mairei Sennen ex Maire
- Teucrium polium subsp. mesanidum Litard. & Maire
- Teucrium polium subsp. micropodioides (Rouy) Holmboe
- Teucrium polium subsp. mideltense Batt.
- Teucrium polium subsp. pii-fontii P. Palau
- Teucrium polium subsp. polium
- Teucrium polium subsp. purpurascens (Benth.) S. Puech
- Teucrium polium subsp. purpurascens Puech
- Teucrium polium subsp. rupestricola (Sennen) T.Navarro & Rosua
- Teucrium polium subsp. thymoides (Pomel) Batt.
- Teucrium polium subsp. vincentinum (Rouy) D. Wood
- Teucrium polium subsp. xanthostachyum Maire & Wilczek
- Teucrium polium subvar. homotrichum (Font Quer) O. Bolòs & Vigo
- Teucrium polium subvar. pseudoaureum (Coste) Dubuis
- Teucrium polium subvar. sennenianum Sauvage & Vindt